# Gare de Merone
Pour les articles homonymes, voir Meron (homonymie).
La gare de Merone (en italien, Stazione di Merone) est une gare ferroviaire italienne des lignes de Milan à Asso et de Côme à Lecco, située sur le territoire de la commune de Merone, dans la province de Côme en région de Lombardie.
La première gare est mise en service en 1879. Elle est déplacée et dénommée « Merone-Ponte Nuovo » lorsqu'elle devient une gare de bifurcation avec l'ouverture de la ligne de Côme à Lecco. 
C'est une gare gérée par Ferrovienord, desservie par des trains régionaux R LeNord et Trenitalia.

## Situation ferroviaire
Établie à environ 278 mètres d'altitude, la gare de bifurcation de Merone est située au point kilométrique (PK) 39 de la ligne de Milan à Asso, entre les gares de Lambrugo - Lurago et d'Erba, et au PK 20,013 de la ligne de Côme à Lecco, entre les gares d'Anzano del Parco et de Moiana.
Gare du Groupe FNM, elle est gérée par Ferrovienord, bien qu'elle comprenne une ligne (Côme à Lecco) et des installations appartenant à Rete ferroviaria italiana (RFI). C'est également le personnel Ferrovienord qui gère les trains de la ligne RFI.

## Histoire
La première gare de Merone est mise en service le 31 décembre 1879, lors de l'ouverture de la section d'Inverigo à Erba et l'inauguration officielle de la ligne de Milan à Erba.
Afin de faciliter le croisement avec une nouvelle voie ferrée, la Ferrovie Nord Milano (FNM) négocie avec la Société italienne des chemins de fer du sud (it) pour un déplacement de la gare afin qu'elle puisse être utilisée par les trains des deux lignes. La nouvelle gare dénommée « Merone-Ponte Nuovo » est mise en service en 1888 comme la nouvelle ligne de Côme à Lecco.

## Service des voyageurs

### Accueil
Gare voyageurs LeNord, elle dispose d'un bâtiment voyageurs, avec guichet et automate pour l'achat de titres de transport. 

### Desserte
Merone est desservie par des trains régionaux : LeNord pour la relation Milan-Cadorna - Canzo-Asso et Trenitalia pour la relation Côme-San-Giovani - Lecco.

### Intermodalité
Un parking pour les véhicules est aménagé à proximité. Elle est desservie par des bus urbains.

## Service des marchandises
C'est également une gare marchandise avec notamment un embranchement particulier pour la cimentrie Holcim.